# チャリオット作戦
チャリオット作戦またはチャリオット計画（Operation Chariot）は、1958年にアメリカ合衆国のアメリカ原子力委員会が提案した、アラスカ州に核爆発によって人工湾を作り、そこに大規模な港を作ろうとする計画。
名目上、核爆発の土木利用ということで「平和的核爆発」に分類される。

## 概要

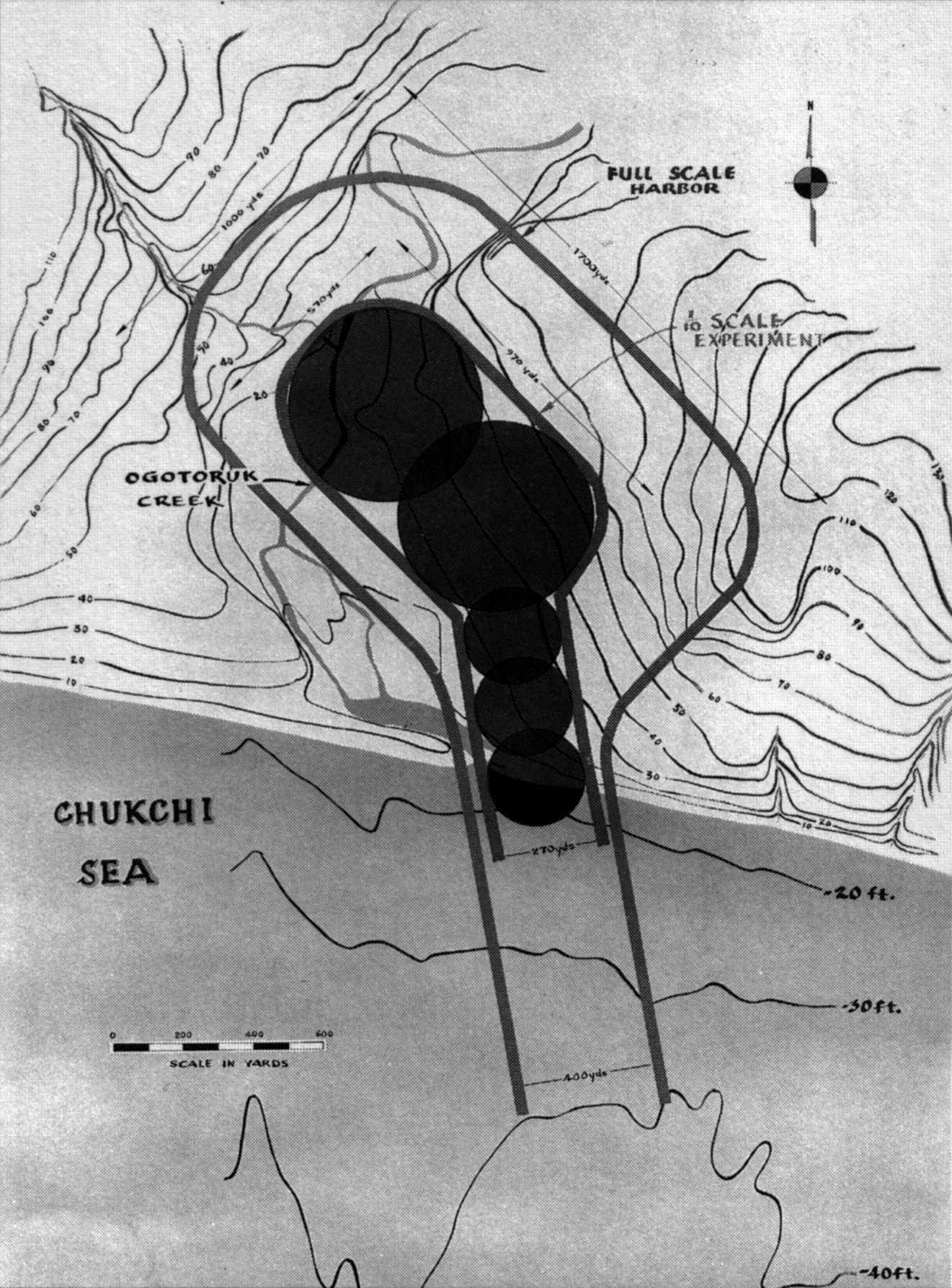
チャリオット作戦における爆発の規模を描いた計画図

チャリオット作戦の舞台となったのは、1958年のアラスカ、トンプソン岬である。
アメリカ原子力委員会はチュクチ海に面しているトンプソン岬で、地上で5回の原子核融合爆発（すなわち熱核爆発・水爆）を起こすことによりクレーターを鎖状につなぎ、巨大な港湾を作って活用しアメリカで最も新しい州であるアラスカ州を活性化させようとする計画を立てた。これは主に「水爆の父」ことエドワード・テラーによって推進されたが、1962年にアメリカ原子力委員会はチャリオット作戦の中止を発表した。

## 計画中止以降
計画が放棄された後も、アラスカでの核実験計画が終わったわけではなかった。
1962年8月、ネバダ核実験場から核分裂性物質がアラスカに輸送され、実際にいくつかの核実験で使用され、全ては実験後、土で埋められた。実験の処理について記述された文章が、実験から30年後、機密文章扱いを解かれた公文書の中から、アラスカ州立大学の調査員が発見した。
実際に州当局が現地を調査してみると、地下60cmの場所から弱い放射性物質を検出した。周辺住民は激怒し、放射能汚染された土の除去を要求し、アメリカ合衆国連邦政府は多額の資金を投じて土を除去した。